# Ален Вісс
Ален Вісс (нім. Alain Wiss, нар. 21 серпня 1990, Літтау) — швейцарський футболіст, фланговий півзахисник клубу «Люцерн».
Насамперед відомий виступами за «Люцерн», а також національну збірну Швейцарії.

## Клубна кар'єра
У дорослому футболі дебютував 2007 року виступами за «Люцерн», кольори якого захищає й донині.

## Виступи за збірні
Виступав у складі юнацької збірної Швейцарії, разом з якою брав участь у юнацькому (U-19) чемпіонаті Європи 2009 року.
2010 року залучався до складу молодіжної збірної Швейцарії. На молодіжному рівні зіграв у 9 офіційних матчах.
2012 року захищав кольори олімпійської збірної Швейцарії на Олімпійських іграх 2012 року у Лондоні.
26 травня 2012 року дебютував в офіційних матчах у складі національної збірної Швейцарії в товариській грі зі збірною Німеччини, який завершився перемогою швейцарців з рахунком 5-3.
Наразі провів у формі головної команди країни 2 матчі.